# Saison 15 de Camping Paradis
Chronologie
Saison 14 Saison 16
Cet article présente les épisodes de la quinzième saison de la série télévisée Camping Paradis.

## Distribution

### Acteurs principaux
- Laurent Ournac : Tom Delormes, le propriétaire du camping
- Thierry Heckendorn : André Durieux, le régisseur (sauf épisode 3)
- Patrick Guérineau : Xavier Proteau, le barman et le responsable des sports
- Candiie : Audrey Dukor, la responsable d'accueil et de la supérette
- Patrick Paroux : Christian Parizot, le vacancier grincheux

### Acteurs secondaires
- Juliette Chêne : Stéphanie, infirmière en ville et petite-amie de Tom

## Liste des épisodes

### Épisode 1:Une régate au paradis
- Belgique : 14 janvier 2024 sur RTL TVI
- Suisse : sur RTS Un
- France : 8 juillet 2024 sur TF1

- France : 3,97 millions de téléspectateurs, soit 22,5 % (première diffusion)[2]

- Keen'V : lui-même
- Xavier Lemaître : Julien
- Juliette Tresanini : Carole
- Guillaume Denaiffe : Antoine
- Ilona Bachelier : Margot
- Cyril Durel : Benjamin
- Manon Balasuriya : Jade
- Pola Petrenko : Zoé

- Le tournage a commencé le 18 septembre 2023.
- C'est le 4ème épisode de Guillaume Denaiffe, après Ça swingue au camping, Camping Circus et 3 papas et une maman.

### Épisode 2:Clair de lune au camping
- Belgique : 12 mai 2024 sur RTL TVI
- Suisse : 30 avril 2024 sur RTS Un
- France : 22 juillet 2024 sur TF1

- France : 3,93 millions de téléspectateurs, soit 22,5 % (première diffusion)[3]

- Xavier Deluc : Thierry
- Noémie Kocher : Nathalie
- Fanny Lucet : Emma
- Philypa Phoenix : Margaux
- Fabian Wolfrom : Guillaume
- Ted Etienne : Max
- Antoine Ferey : François-Xavier
- Victoire Maçon-Dauxerre : Justine

### Épisode 3:Les bleus au Maroc
- Belgique : 1er septembre 2024 sur RTL TVI
- Suisse : sur  RTS Un
- France : 2 septembre 2024 sur TF1

- France : 3,53 millions de téléspectateurs, soit 19 % (première diffusion)[4]

- Sandra Valentin : Claire
- Jenn Rihouey : Vicky
- Marwane Kerrouche-Kasdi : Rayane
- François Bérard : Rémy
- Fayçal Azizi : Nabil
- Boubker Fahmi : Hassan Halaoui
- Amal Ayouch : Aïda Halaoui
- Hafsa Bensmail : Kenza
- Rania El Boussetaoui : Yasmine
- Amira Kustrer : Lina
- Mickaël Muzelet : Client
- Sophie Richard : Cliente

- Le personnage d'André n'apparait pas dans cet épisode.
- Le tournage a eu lieu du 29 janvier au 17 février 2024 au Maroc.

### Épisode 4:Une ferme au paradis
- Belgique : 18 août 2024 sur RTL TVI
- Suisse : 16 août 2024 sur RTS Deux
- France : 19 août 2024 sur TF1

- France : 3,22 millions de téléspectateurs, soit 18,2 % (première diffusion)[5]

- Jérôme Anger : Marc
- Christelle Chollet : Géraldine
- Violette Gamblin : Camille
- Tristan Le Vexier : Raphaël
- Bertrand Nadler : Bastien
- Orphée Nyte : Capucine
- Rachel Perrin : Julie
- Léo Romain : Théo
- Garance Teillet : Marina

La ferme Andrieux pose ses enclos et ses bêtes au Camping Paradis. Tom est heureux d’accueillir Marc et Géraldine qui ont l’habitude de faire découvrir la vie rurale aux vacanciers. Seulement, cette année, les fermiers sont soucieux, les nuages s’accumulent sur leur activité et ils risquent de devoir mettre la clé sous la porte. C’est la raison pour laquelle Julie, leur fille unique, les rejoint sans prévenir afin de leur proposer des solutions modernes pour sauver la ferme familiale. Marc, obstiné et têtu, est opposé à tout changement de pratique. Tom aura fort à faire pour apaiser les esprits et faire entendre raison à Marc.
Dans le même temps, Marina, la cousine d’Audrey vient passer sa traditionnelle semaine de vacances avec sa meilleure amie, Camille. Tout s’annonce parfait jusqu’au moment où Raphaël, l’amoureux de Marina arrive pour la surprendre. Il est, en effet, l’ex-crush de vacances de Camille et elle ne sait rien de la relation entre eux... Heureusement, Audrey est là pour jouer les pompiers du cœur et de l’âme.
- Le tournage de cet épisode a eu lieu du 8 avril au 3 mai 2024.
- C'est le 2e épisode pour Jérôme Anger qui avait déjà joué dans Mon père, ce breton et pour Garance Teillet qui avait déjà joué dans Une voix en or.
- Les épisodes de cette saison ont des intrigues semblables à d'anciens épisodes. Ici, l'intrigue de la ferme est inspirée de l'épisode Affaire de famille, l'intrigue du triangle amoureux tirée de multiples épisodes, et l'intrigue de Parizot est un copié-collé de l'épisode Le grand saut[réf. nécessaire]

### Épisode 5:Salsa au paradis
- Belgique : 25 août 2024 sur RTL TVI
- Suisse : 23 août 2024 sur RTS Un
- France : 26 août 2024 sur TF1

- France : 3,73 millions de téléspectateurs, soit 21,6 % (première diffusion)[6]

- Natacha Amal : Patricia
- Alex Goude : Guillaume
- Camille Bardery : Nina
- Yannick Laurent : Yvan
- Amaya Carreté : Flore
- Arthur Choisnet : Clément
- Thierry Picaut : Brian

- Le tournage de cet épisode se déroule du 6 au 30 mai 2024.

### Épisode 6:Fiançailles au Paradis
- Belgique : 8 décembre 2024 sur RTL TVI
- Suisse : sur RTS un
- France : 30 juin 2025 sur TF1

- France : 3,74 millions de téléspectateurs, soit 23,8 % (première diffusion)[7]

- Natasha St-Pier : Charlotte
- Caroline Le Moing : Lisa
- Thomas Séraphine : Julien
- Julien Le Berre : Baptiste
- Hugo Attard : Evan
- Murielle Desaunay : Armelle
- Raphaël Hidrot : Antoine
- Pascal Germain : Christophe Morizot